# 沖縄県道28号線
沖縄県道28号線（おきなわけんどう28ごうせん）は沖縄県那覇市首里儀保町と首里山川町とを結ぶ一般県道。

## 概要

### 区間
- 起点：那覇市首里儀保町（儀保交差点、沖縄県道82号那覇糸満線・沖縄県道241号宜野湾南風原線）
- 終点：那覇市首里山川町（山川交差点、沖縄県道29号那覇北中城線）
- 総延長：0.93km（実延長も同じ）

### 通過自治体
- 那覇市

### 交差する路線
- 沖縄県道82号那覇糸満線（起点）
- 沖縄県道241号宜野湾南風原線（起点）
- 沖縄県道29号那覇北中城線（終点）

### 路線バス
- 那覇バスの9番・小禄石嶺線（市内線）、13番・石嶺おもろまち線（市内線）、25番・那覇普天間線、97番・琉大（首里）線、125番・普天間空港線の5路線が全区間運行している。

## 歴史
- 1953年（昭和28年）に琉球政府道28号線として指定、1972年（昭和47年）の本土復帰と同時に県道28号線となる。